# Junkers J 12
Junkers J 12 – niemiecki pasażerski samolot prototypowy zbudowany w wytwórni Hugo Junkersa na przełomie 1918 i 1919 roku.

## Historia
Była to czteromiejscowa przeróbka modelu J 10 z zakrytą kabiną. Nie wyszedł poza fazę prototypu, ponieważ zajęto się budową lepszego modelu F 13.